# Paradelphomyia (Oxyrhiza) sierrensis
Paradelphomyia (Oxyrhiza) sierrensis is een tweevleugelige uit de familie steltmuggen (Limoniidae). De soort komt voor in het Nearctisch gebied.